# Järpliden
Järpliden är en by i Södra Finnskoga socken i Torsby kommun, Värmlands län.
För hundra år sedan[när?] var byn en av de största byarna i norra Värmland.[källa behövs] I takt med skogsbrukets rationalisering har invånarantalet minskat. När byn var som störst fanns flera affärer, post, skola och idrottsplats.
Mest känd är Järpliden för att Carl Jularbo i början av 1900-talet vistades här. Här kom hans kända melodier Livet i finnskogarna och Drömmen om Elin till. Sista helgen i juli anordnas varje år "Jularbofestivalen", med dans på två banor och massor av dragspelsmusik.